# Apocalisse di Paolo (greca)
L'Apocalisse di Paolo, nota anche come Visio Pauli, è un testo apocrifo del Nuovo Testamento appartenente al genere apocalittico e visionario.
In esso viene descritto, in una prospettiva escatologica, il presunto viaggio di Paolo di Tarso nei regni ultramondani; lo spunto da cui il testo si sviluppa è dato da un passaggio della seconda lettera ai Corinzi, nel quale l'apostolo accenna di essere stato rapito fino al terzo cielo, senza però procedere con la descrizione del suo viaggio celeste (2 Cor. 12, 2-5). Composta originariamente in lingua greca tra il II e il III secolo, nell'Egitto romano, l'Apocalisse di Paolo fu oggetto di numerose traduzioni e rielaborazioni successive, sulla base delle quali è possibile ricostruire la struttura narrativa dell'originale greco perduto. Il testo esercitò nel corso dei secoli, grazie anche alla sua eccezionale popolarità e diffusione, una grande influenza su tutte le successive visioni medievali, delle quali può giustamente ritenersi il prototipo.

## Storia del testo
La prima versione dell'Apocalisse di Paolo, della quale non ci rimane nessun esemplare, fu scritta in greco, verosimilmente tra il II e il III secolo. È probabile che ad essa si riferisca la versione in copto giunta fino a noi, la quale contiene anche una conclusione ambientata sul Monte degli Ulivi.
Il testo viene menzionato per la prima volta in una citazione attribuita ad Origene da Gregorio Barebreo teologo e storico siriaco del XIII secolo, in cui viene rilevato che tra i testi autorizzati dalla Chiesa si trova, insieme ad altri scritti visionari come il Pastore di Erma, anche un'Apocalisse di Paolo: se, come ritengono diversi studiosi, il frammento è da ritenersi autentico,  greca fu composta non oltre il 250 d.C. Parte della critica sostiene invece che Origene facesse in realtà riferimento all'Apocalisse di Pietro, corretta secoli dopo in Apocalisse di Paolo, opera ben più nota rispetto al primo scritto, il quale dopo il V-VI d.C era sparito dalla circolazione: il riferimento doveva dunque risultare oscuro e facilmente corruttibile. Venendo dunque meno il terminus ante quem del 250 d.C., Piovanelli ipotizza che lo scritto originario sia stato compilato tra 395 e 416 d.C. e sottolinea che un elemento fondamentale per la datazione sia la presenza nel testo di un giudizio immediato delle anime post mortem, tratto fortemente caratterizzante della Visio, che rompe con la tradizione apocalittica precedente. Altro elemento che Piovanelli tiene in considerazione per escludere una datazione alta sono i molti rimandi all'ambiente monastico, mentre manca ogni riferimento ai martiri: cosa che ci si sarebbe aspettati se il testo fosse stato scritto prima del 250 d.C. 
Intorno al 420 d.C. Agostino, nel suo Trattato sul Vangelo di Giovanni, biasima la condotta di coloro che “impudenter et infeliciter” si immaginarono l'Apocalisse di Paolo, facendo raccontare all'apostolo ciò che lui stesso nell'Epistola ai Corinzi (2Cor 12, 1-5), affermava non essere lecito riferire. Agostino contesta dunque il valore del testo proprio per la presunzione con cui si è voluto mettere nero su bianco gli "ineffabilia verba" uditi dal santo nel suo viaggio ultraterreno. A partire da questa testimonianza possiamo dunque dedurre che tra IV e V d.C. il testo (forse in una prima traduzione latina) circolasse già in Africa del Nord. 
Verso il 420-430 d.C. in Asia Minore l’opera subisce un rimaneggiamento e al nuovo testo viene aggiunto un prologo in cui si fa cenno al presunto ritrovamento dell'Apocalisse, avvenuto a Tarso, sotto Teodosio il Giovane (408-450), nella vecchia casa di Paolo.Questa versione testuale, redatta sempre in greco, viene comunemente denominata "testo di Tarso" [T] ed è oggi perduta. Sopravvive però nella traduzione in un certo numero di lingue quali il latino, il siriaco, l'armeno, il georgiano, l'arabo e l'antico slavo ecclesiastico, nonché in una ricca varietà di abbreviazioni e adattamenti nei vernacoli medievali. Da T dipende anche l'unica riduzione in lingua greca, pubblicata nel 1866 da Costantin Tischendorf.
Nel 443 d.C. lo storico bizantino Sozomeno nella sua Historia Ecclesiastica riferisce di essersi informato presso un prete della Chiesa di Tarso e di aver scoperto che quella del ritrovamento fosse solamente una menzogna inventata da qualche eretico per dar dignità e autorevolezza a un testo poco conosciuto fra gli antichi: la redazione di Tarso, che rivede ed accresce l’originale del II-III d.C., fu dunque compilata prima del 433 d.C. e probabilmente lontano da Tarso.
Il testo, nella nuova redazione, passò presto in Europa: già nella prima metà del VI secolo, il vescovo Cesario di Arles cita più volte nelle sue opere una frase contenuta nella versione latina della Visio, senza denunciarne tuttavia l’origine: "impedimenta mundi fecerunt eos miseros" (V.P. parr. 10 e 40).È altamente probabile che Cesario traesse la citazione dalla cosiddetta Admonitio Augiensis: un frammento omiletico sotto forma di lettera riconducibile all'ambiente pelagiano. Allo stesso periodo risale una menzione esplicita dello scritto nella cosiddetta Regola del Maestro: se ne deduce che una traduzione latina del testo dovesse già esistere verso la fine del V secolo e l'inizio del VI. 
A partire da questo momento, tramite la traduzione latina,  conosce in Occidente una diffusione straordinaria, testimoniata anche dal fiorire di diverse versioni e riduzioni dello scritto (delle varie redazioni latine si contano ben 115 manoscritti), molte delle quali tradotte in inglese, danese, tedesco, francese e in altre lingue volgari europee. 
Sono state riconosciute in particolare tre redazioni latine "lunghe" della Visio, le quali, secondo la teoria tradizionale sostenuta da Theodor Silverstein, rappresentano tre traduzioni indipendenti del testo greco. Il loro studio appare dunque fondamentale per ricostruire la versione primitiva dello scritto perduto.
La prima e più completa redazione, denominata L1, è conosciuta attraverso tre testimoni: un codice parigino copiato a Fleury tra X e XI secolo (BnF nouv. acq. lat. 1631) e pubblicato nel 1893 da M. R. James il quale costituisce in assoluto il miglior testimone della Visio in ogni lingua; un codice di San Gallo della seconda metà del IX secolo (Stadtbibliothek 317), il quale contiene però importanti lacune; nonché da un manoscritto del X secolo conservato a L'Escorial (Real Biblioteca de San Lorenzo a.II.3), che costituisce una versione abbreviata del modello. Da questa famiglia dipendono anche la quasi totalità delle versioni e dei rifacimenti successivi, in un numero di 12 redazioni. Elemento in comune tra tutti i rifacimenti è quello di presentare solamente la sezione dedicata al viaggio infernale, punto che più era in grado di catturare la fantasia e l'interesse medievale; tra di essi particolare fortuna ebbe la redazione VI: una completa riscrittura del modello e non una semplice riduzione della versione lunga; il suo interesse risiede non solo nell'antichità dei manoscritti che la trasmettono, ma anche nelle omissioni e interpolazioni, che rendono il testo quasi irriconoscibile.
La seconda redazione latina (L2) presenta invece un testo che sembra essere stato compilato sulla base di un originale greco diverso rispetto a quello utilizzato da L1. Anche di questa versione lunga conosciamo tre principali testimoni: il più importante è del XV secolo ed è conservato a Graz (Universitatsbibliothek, 856); vi è poi un codice conservato a Zurigo (Zentralbibliothek C101), ma copiato a San Gallo sempre nel XV; mentre solo un frammento di testo è contenuto in un manoscritto del XIV secolo conservato a Vienna (Nationalbibliothek, 362).
L'ultima redazione lunga (L3) è trasmessa invece da un solo testimone: Arnehm, Wetenschappelijke Bibliothek, 6, una versione a volte strettamente correlata a L1, ma in altri punti così distante da potersi classificare come separata.
La questione dell'indipendenza o meno delle tre redazioni è in realtà molto discussa e non mancano proposte e ricostruzioni alternative, tra cui quella che vede in L1 la sola traduzione latina del "testo di Tarso", dalla quale dipenderebbero separatamente L2 e L3, nonché tutte le altre recensioni brevi.

## Contenuto
Prologo (0-2)
Dopo la ripresa di 2Cor, 12.1-5, vengono descritte le circostanze del ritrovamento di uno scrigno di marmo, a Tarso (presso la casa che fu di san Paolo), contenente il testo dell'Apocalisse. Si fa riferimento anche all'epoca della scoperta, avvenuta al tempo dell’imperatore Teodosio il Giovane, attorno al 420 d.C.
Accuse del creato contro l'uomo (3-6)
Paolo incomincia a raccontare in prima persona la sua visione riferendo le parole di Dio: di tutto il creato è solo l'uomo a peccare. Di fronte alle empietà e alle ingiustizie, spesso il Sole, la luna, le stelle, il mare, le acque e la terra si appellano al Padre offrendosi di punire il genere umano. Segue però un invito alla pazienza e alla sopportazione: saranno giudicati e puniti da Dio solo coloro che nel momento della morte non si saranno convertiti.
Gli angeli riferiscono a Dio le azioni degli uomini (7-10)
Al tramonto, gli angeli custodi si recano dal Padre per riferire il resoconto delle azioni buone o malvagie compiute durante la giornata dagli uomini, che sono chiamati a guidare. Alcuni, rattristati per le sofferenze subite sulla terra da uomini santi, ricevono conforto e rassicurazione; altri invece vorrebbero abbandonare a loro stessi i peccatori a cui sono affidati, ma ancora una volta Dio invita ad essere pazienti e a confidare nel pentimento di questi ultimi.
Morte e giudizio degli uomini giusti e dei peccatori (11-18)
Paolo è condotto da un angelo, sua guida e interprete, verso il firmamento: da qui può contemplare le potenze che corrompono gli uomini: l'oblio, la calunnia, la fornicazione, la collera e l’insolenza. Scorge poi due gruppi di angeli: i primi, senza misericordia, sono destinati a occuparsi delle anime dei peccatori nel momento della morte; i secondi, gli angeli della giustizia, accolgono e guidano le anime dei giusti. Paolo volge poi lo sguardo verso la terra e assiste all'ascensione dell’anima di un giusto, la cui vita viene attentamente esaminata; non trovandosi in essa alcuna azione malvagia, l'anima, guidata da angeli benevoli, giunge al cospetto di Dio e viene affidata all'angelo Michele perché la conduca nel paradiso della gioia. Subito dopo, l’anima di un peccatore compie lo stesso percorso: rifiutata e maledetta dal suo angelo custode, viene condotta a Dio per essere giudicata; sarà poi consegnata all'angelo Tartaruco e cacciata nelle tenebre fino al giorno del giudizio. L'ultima anima a essere giudicata è quella di un ipocrita, che giunto al cospetto di Dio, si illude di poter negare ancora le sue colpe.
Visione del paradiso (19-30)
Dopo aver assistito al giudizio degli uomini, l'angelo-guida accompagna Paolo fino al terzo cielo: qui si trova la porta del paradiso, su cui sono scritti i nomi dei giusti che abitano la terra. Paolo incontra due vegliardi: Enoch ed Elia, ma ciò che l’apostolo vede oltre la porta non viene riportato, così come ordinato dall'angelo. Ricondotto al firmamento e giunto alle porte del cielo, situate sopra il fiume Oceano, Paolo trova di fronte a sé un nuovo scenario: da qui può scorgere i due luoghi a cui sono destinate le anime dei giusti in attesa del Giudizio finale, il primo è la terra promessa, in cui scorre un fiume di latte e miele. La sua descrizione richiama da una parte quella del regno messianico millenario, dall'altra quella del giardino dell'Eden; qui Paolo può incontrare coloro che furono continenti nel matrimonio. Il secondo luogo è invece la città di Cristo, situata al centro del lago Acherusa. Paolo la raggiunge a bordo di una navicella d'oro: la sua descrizione trae molti spunti da quella della Gerusalemme celeste. Attraverso la città, circondata da dodici cerchie di mura, si diramano i quattro fiumi del paradiso, in cui scorre miele, latte, vino e olio; seguendo il loro corso, Paolo incontrerà i profeti, i santi innocenti, i patriarchi e gli umili. L'ultima immagine descritta dall'apostolo è quella del re David che, accompagnato da arpa e salterio, intona l'alleluia.
Visione dell'inferno (31-44)
Paolo è poi condotto verso Occidente, là dove tramonta il sole e inizia il luogo delle tenebre: è l'inferno. La prima immagine che l'apostolo descrive è quella di un fiume di fuoco nel quale sono immersi in progressione quei cristiani dalla fede tiepida. Nella valle in cui scorre il fiume, Paolo scorge anche una serie di fosse profondissime in cui sono accatastati coloro che non confidarono in Dio. Segue poi la descrizione delle torture riservate ad alcuni membri del clero (un vescovo, un prete, un diacono e un lettore), che sulla terra si dimostrarono indegni del loro ruolo: ora sono tormentati dagli angeli e immersi nel fiume di fuoco, dalle cui fiamme vengono peraltro lambite quasi tutte le anime dannate. L'apostolo prosegue il suo viaggio incontrando gli usurai, divorati da vermi; i detrattori della parola di Dio, i quali ora, imprigionati in un luogo angusto dominato dalle fiamme, si rodono la lingua; i fattucchieri, immersi fino alle labbra in una fossa di sangue; i fornicatori e gli adulteri, in una fossa di fuoco; le vergini che vennero meno al loro patto, trascinate verso le tenebre con catene infuocate. Leggermente diversa invece è la situazione di coloro che perseguitarono gli orfani, le vedove e i poveri: si trovano in un luogo di ghiaccio e neve perenne, con le mani e i piedi tagliati, e sono divorati da vermi. La pena di coloro che ruppero il digiuno ricorda invece la punizione di Tantalo: assetati, sono sospesi su di un corso d'acqua dal quale non possono mai bere. Si ritorna poi all’ambientazione iniziale con coloro che non si concessero mai al proprio marito o moglie, ma trovarono piacere nell’adulterio: ora, sospesi per le sopracciglia e per i capelli, sono trascinati dalla corrente del fiume di fuoco. Anche ai sodomiti è riservata una pena per immersione, questa volta in una fossa di pece, zolfo e fiamme. Una punizione è prevista anche per coloro che compirono opere buone, ma non conobbero Cristo: rivestiti di abiti bianchi, hanno perso la vista e sono accatastati in una fossa. Largo spazio è riservato alle donne che abortirono (e ai loro mariti), le quali si trovano sopra un obelisco di fuoco, mentre delle bestie li dilaniano e li strangolano. I falsi asceti, invece, i quali in vita hanno vissuto nell’ipocrisia, ora indossano panni di pece e zolfo, avvinghiati da serpenti e trattenuti dalle corna infuocate dei demoni. Gli ultimi due gruppi di dannati che Paolo descrive nella sua Visio sono gli eretici, a cui spettano due pene distinte a seconda del tipo di eresia: coloro che in vita negarono l'incarnazione di Cristo, la sua venuta da Maria Vergine, e il mistero della presenza del suo corpo e sangue nel pane e nel vino durante l'eucaristia, sono imprigionati in un pozzo maleodorante sigillato con sette sigilli: di loro – si dice – non verrà fatta più memoria alla presenza di Dio, ma saranno dimenticati in eterno; coloro che invece negarono la resurrezione, sono collocati in un luogo di gelo perenne, in cui sono divorati da un verme insonne a due teste. Al termine del suo viaggio nei luoghi infernali, Paolo è profondamente turbato dalle suppliche che i dannati rivolgono all'arcangelo Michele, insieme al quale, giunto al cospetto di Dio, chiede e ottiene che alle anime venga concessa ogni domenica una tregua settimanale.
Paradiso terrestre (45-51)
La scena si sposta nel paradiso terrestre, senza che ci vengano date informazioni su come avvenga quest'ultimo trasferimento. Nel giardino dell'Eden l'angelo mostra a Paolo l'albero della vita e l'albero del bene e del male, nonché la sorgente dei quattro fiumi che irrigano l'intera terra. A seguire l'apostolo è salutato dalla vergine, accompagnata da un corteo di duecento angeli, e dai giusti dell’Antico Testamento, giunti appositamente per incontrarlo: in ordine fanno la loro comparsa i padri del popolo ebraico (Abramo, Isacco e Giacobbe), i dodici patriarchi, Mosè, i tre profeti maggiori (Isaia, Geremia ed ezechiele), Lot, Giobbe, Noè, Elia ed Eliseo. La versione latina si interrompe all'improvviso nel momento in cui Elia si sta rivolgendo a Paolo.
Conclusione del testo copto
Una conclusione si trova invece nel testo copto, che alcuni ritengono derivare dalla prima versione greca del testo. Dopo Elia, a Paolo si presentano altri cinque personaggi: Enoch, Zaccaria, accompagnato da suo figlio Giovanni Battista, Abele ed infine Adamo. Il racconto termina con un secondo rapimento fino al terzo cielo e una nuova visione del paradiso: qui Paolo può incontrare i martiri e gli apostoli, i quali, insieme a Cristo, lo invitano a mettere per iscritto ciò che ha visto a beneficio dell'umanità.

## Modelli
È difficile stabilire quali fossero i motivi originari dell'Apocalisse di Paolo e quali passaggi siano stati invece interpolati nel testo nel corso del tempo: siamo infatti di fronte a un "living text"in cui i temi della prima versione si evolvono, vengono abbandonati e talvolta cedono a nuove suggestioni che trovano posto nelle tradizioni testuali successive. Probabilmente posteriori, forse già latini, sono alcuni riferimenti che sembrano provenire dal medioevo Occidentale con il suo interesse per il mondo sotterraneo: i fiumi infernali, la ruota del tormento, il refrigerium concesso alle anime dannate, l'insistenza sulla punizione fisica, descritta nei suoi dettagli più cruenti Modelli originari possono invece essere rintracciati in diversi scritti apocalittici della tradizione giudaico-cristiana, il più importante dei quali è forse l'Apocalisse di Pietro, da cui si distanzia per il fatto di non accennare al momento del Giudizio finale, ma descrivendo con vivo realismo il destino immediato delle anime. Fondamentali sono anche l'Apocalisse di Sofonia e l'Apocalisse di Elia: due testi sorti in Egitto, dove il tema del destino dell'anima dopo la morte era particolarmente sentito; questi elementi, insieme a una certa predilezione dei monaci nei confronti dello scritto (come testimoniato da Sozomeno) e ad alcuni riferimenti paesaggistici ivi descritti, confermano le ipotesi di chi vede nell'Egitto monastico l’ambiente in cui fu prodotto il testo originario.. Un certo influsso deve essere stato esercitato anche dall'Apocalisse di Enoch, di cui ci rimane solo una traduzione paleoslava, e dall'Apocalisse di Baruch: entrambe scritte in greco tra il I e il II d.C. Interessante è anche il confronto con il cosiddetto Testamento di Abramo, un altro scritto apocalittico del I sec. di origine giudaica. L'Apocalisse di Paolo può essere dunque ritenuta, in larga misura, un’opera compilatoria, in cui i motivi e i modelli si fondono spesso in maniera imperfetta e disarticolata, mescolandosi tra loro in un contesto culturale particolarmente ricco in cui coesistono diverse culture, come quella ellenistica, giudea, egiziana e gnostica. In particolare alcuni hanno sostenuto che lo scritto sia da collegarsi alla città di Alessandria, la quale era diventato un punto di incontro di esperienze culturali e religiose diverse, grazie anche alla presenza di una consistente comunità ebraica che aveva fatto della città il più grande centro del pensiero giudaico-ellenistico, in cui venivano a fondersi la cultura greca (in particolare neoplatonica) e la teologia ebraica.

## Fortuna
Alla luce della sua diffusione, che fu vastissima,  può considerarsi a ragione il testo più conosciuto e imitato nella letteratura visionaria del medioevo. Tra le ragioni del suo successo vi è sicuramente il fatto di aver trattato il tema della sorte immediata degli uomini dopo la morte: per la prima volta le anime non devono più attendere passivamente il Giudizio Universale, durante il quale saranno ricompensate o punite, ma fin da subito compaiono al cospetto di Dio e qui subiscono un primo e immediato processo. Le anime dovranno quindi sostare in luoghi diversi tra loro, a seconda del grado di merito o di colpa. Questa rappresenta la grande novità della Visio Pauli, laddove i primi scritti apocalittici cristiani, come l’Apocalisse di Pietro, e i testi giudei si erano esclusivamente occupati dei tempi messianici e del giudizio finale. Siamo dunque di fronte a una retribuzione istantanea che concede una qualche speranza a coloro che sulla terra hanno poco in cui sperare e allo stesso tempo avvicina il momento del giudizio, riempiendo il forte vuoto e l'ansia esistenziale di coloro che volevano conoscere il proprio destino dopo la morte.
A partire dalla Visio Pauli, nell'Occidente medievale si sviluppò dunque una ricca serie di scritti visionari, che dal modello trassero una serie di motivi ricorrenti, inserendone di nuovi sulla base del retroterra culturale in cui furono prodotti. Tra i più celebri si possono ricordare le visioni raccontate da Gregorio di Tours nella sua Historia Francorum (IV.33) e da Gregorio Magno nel quarto libro dei Dialogi; nonché episodi visionari nell'Historia ecclesiastica Gentis Anglorum di Beda (fine del VII secolo) e la visione del monaco di Wenlock, scritta da Bonifacio all’inizio dell'VIII secolo; al nono secolo appartengono invece la Visio Wettini scritta a Reichenau  e la visione dell'imperatore Carlo il Grosso. Tra XI e XII secolo vanno infine ricordate la Visio Anselli, il Purgatorio di San Patrizio e la Visio Tnugdali.

## Dante e laVisio Pauli
Nel II canto dell'Inferno, Dante si dichiara timoroso di fronte alla prospettiva di un viaggio nei regni ultramondani e mette in evidenza la sua inadeguatezza rispetto a coloro che prima di lui poterono compiere una tale esperienza: Enea e Paolo ("Io non Enea, io non Paulo sono" Inf. II.32). Per spiegare questo passo è difficile pensare che Dante si basasse solo sull’accenno contenuto nella Seconda epistola ai Corinzi in cui Paolo alludeva semplicemente a un suo rapimento fino al terzo cielo (2Cor, 12,2-4 2Cor, 12,2-4), ma è fortemente verosimile che conoscesse il testo della Visio, con il quale dopotutto si trova a condividere diversi motivi. Già intorno alla seconda metà del XIV secolo, Francesco da Buti, nel suo commento alla Commedia, facendo esplicito riferimento al testo apocrifo paolino, dichiara che "trovasi in un libro, che non è approvato, che san Paolo andasse all'inferno, e per questo ne fa menzione l'autor nostro". La critica ha ampiamente discusso e messo in evidenza l'influenza che ha esercitato sulla scrittura della Commedia, sottolineando la presenza di alcuni punti in cui i due scritti sembrano essere strettamente legati:
- Al par. 24 della Visio si legge la descrizione di alcune anime, che, nonostante si trovino all’interno del paradiso, sono escluse dalla città di Cristo per aver peccato di superbia: sostano fuori dalle mura in un luogo dominato da alberi spogli di frutti e piangono ogni qual volta che vedono qualcuno entrare nella città. Il passaggio ricorda da vicino, pur nella diversità di luoghi, la descrizione del limbo dantesco (Inf. III): anche qui le anime si trovano in una situazione intermedia, hanno sì oltrepassato le porte dell’inferno, ma allo stesso ne sono tenute lontano dal fiume Acheronte, che scorre tra loro e il baratro infernale; inoltre viene ripreso anche il tema del pianto e delle lacrime (Inf. III.67-69), già accennato in questo paragrafo della Visio, ma più ampiamente esplicitato alla fine del par. 40.

- Al par. 31 si inizia la descrizione vera e propria dell’inferno: Paolo è condotto fuori dalla città di Cristo attraverso il folto degli alberi ("per medias arbores") e attraversa il percorso del tramonto del sole. Anche nei primissimi versi della Commedia (Inf., I.1-3) la visita del mondo infernale è preceduta dall’attraversamento di una "selva oscura" e solo poco più avanti Dante tenterà di risalire il colle illuminato dai "raggi del pianeta" (Inf. I.13-18).

- Sempre al par. 31 l’angelo invita Paolo a seguirlo perché possa vedere le anime degli empi e dei peccatori e quale sia il luogo in cui si trovano. Anche nella Commedia Virgilio si ripromette di mostrare a Dante le anime dannate: "Noi siam venuti al loco ov'i' t'ho detto / che tu vedrai le genti dolorose / c'hanno perduto il ben dell’intelletto" (Inf. III.16-18).

- Appena varcata la soglia dell'inferno, Paolo, trovando di fronte a sé un luogo di tenebre e dolore ("non erat lumen in loco illo", § 31), sospira ("suspiravi"). Allo stesso modo Dante (Inf. III.22-24), non appena varca la soglia dell’inferno è turbato dai pianti e dai lamenti che risuonano "per l’aere sanza stelle": il coinvolgimento è tale da suscitare in lui una forte commozione ("lagrimai"), simile a quella dell'apostolo nella Visio.

- Paolo interroga poi l’angelo chiedendo a chi appartengano le anime punite nel fiume di fuoco. Anche Dante in Inf. III.31-33 domanda l’identità di alcuni dannati ("che gent'è che par nel duol si vinta?"). E se nella Visio costoro sono detti essere i cristiani tiepidi ("neque calidi neque frigidi", § 31), nella Commedia Virgilio li presenta come coloro "che visser sanza 'nfamia e sanza lodo" (Inf. III, 36)

- Il fiume di fuoco della Visio, che attraversa tutto l’inferno, ricorda infine la descrizione che Dante fa del Flegetonte (Inf. XII, 46 et ss.), il fiume di sangue bollente nel quale le anime dei violenti scontano la propria pena, immerse progressivamente "sotto infino al ciglio" a seconda della loro colpa.

- Ma anche il luogo di neve e ghiaccio perenne, in cui i negatori della resurrezione sono divorati da un verme che non dorme (par. 43), può essere alla base del Cocito ghiacciato della Commedia, nel quale, insieme a Lucifero, i traditori scontano la loro pena.

### Edizioni
- M. R. James (a cura di), Apocrypha Anedocta (PDF), in Text and Studies, II.3, 1893,  pp. 11-42. Ospitato su archive.org.
- (LA, EN) Th. Silverstein (a cura di), Visio sancti Pauli - The History of the Apocalypse in Latin together with nine Texts, London, 1935.
- (FR) C. Carozzi, Eschatologie et Au-delà. Recherches sur l'Apocalypse de Paul, Aix en Provence, 1994.
- (LA, EN) Th. Silverstein e A. Hilhorst (a cura di), Apocalypse of Paul. A New Critical Edition of Three Long Latin Versions, 1997.
- (DE) L. Jiroušková, Die Visio Pauli: Wege und Wandlungen einer orientalischen Apokryphe im lateinischen Mittelalter unter Einschluß der alttschechischen und deutschsprachigen Textzeugen, Leiden-Boston, 2006.

### Studi
- G. Boffito, Dell'andata di san Paolo al cielo e all'inferno, 1907.
- (EN) J. N. Bremmer, Christian Hell: From the Apocalypse of Peter to the Apocalypse of Paul, in Numen, vol. 56, n. 2/3, 2009,  pp. 298-325.
- (EN) J. N. Bremmer e I. Czachez (a cura di), The Visio Pauli and the Gnostic Apocalypse of Paul, 2007.
- C. Carozzi, Le voyage de l'âme dans l'au-delà d'après la littérature latine: Ve-XIIIe siècle, Rome, École Francaise de Rome, 1994.
- (EN) R.P. Casey, The Apocalypse of Paul, in Journal of Theological Studies, vol. 34, n. 133, 1933,  pp. 1-32.
- M. Chiariglione, La «Visio Pauli» e alcune leggende medievali nell'«Inferno» dantesco, in «E'n guisa d'eco i detti e le parole». Studi in onore di Giorgio Barberi Squarotti, Alessandria, Ed. dell'Orso, 2006,  pp. 523-545.
- G. Cilluffo, La versione anglosassone della Visio Pauli, in Schede Medievali, vol. 4, 1983,  pp. 78-83.
- (FR) P. Dinzelbacher, La «Visio Pauli». Circulation et influence d'un apocryphe eschatologique, in Apocrypha, vol. 2, 1991,  pp. 165-180.
- Mario Erbetta (a cura di), Gli apocrifi del Nuovo Testamento, vol. III: Lettere e apocalissi, Torino, Marietti, 1981.
- (LA) B. Fischer, Impedimenta mundi fecerunt eos miseros, in Vigiliae Christianae, V, 1951,  pp. 84-88.
- (FR) R. E. Guglielmetti, Deux témoins inédits de la Visio Pauli, in Apocrypha, vol. 26, 2015,  pp. 57-78.
- (FR) Attila Jakab, La réception de l'Apocalypse de Paul dans le Christianisme de l'antiquité tardive (PDF) [collegamento interrotto], in Warszawskie Studia Teologiczne, XXX, n. 2, 2007.
- (FR) C. Kappler, Apocalypses et voyages dans l'au-delà, 1987.
- Luigi Moraldi (a cura di), Apocrifi del Nuovo Testamento, vol. III: Lettere, Dormizione di Maria, apocalissi, Torino, UTET, 1998.
- Claudio Moreschini ed Enrico Norelli, Storia della letteratura cristiana antica greca e latina, II.1, Brescia, Morcelliana, 1996,  pp. 326-327.
- (FR) P. Piovanelli, Les origines de l'Apocalypse de Paul reconsidérées, in Apocrypha, vol. 4, 1993,  pp. 25-64.
- (EN) Theodore Silverstein, Dante and the "Visio Pauli", in Modern Language Notes, vol. 47, n. 6, 1932,  pp. 393-399.
- (EN) Theodore Silverstein, The Date of the "Apocalypse of Paul", in Mediaeval Studies, vol. 24, 1962.
- (FR) Claudio Zamagni, La tradition textuelle latine ancienne de l’Apocalypse de Paul, in Philologie, herméneutique et histoire des textes entre Orient et Occident, Brepols, 2017,  pp. 755-776.
- (FR) Claudio Zamagni, Pour une édition critique de la deuxième traditionlatine (L2) de l’«Apocalypse de Paul» et des autres traditions «longues» (PDF), in Recherches sur le Nouveau Testament et les apocryphes chrétiens, 2017,  pp. 405-424. Ospitato su books.fbk.eu.